# Astolfo (rei dos lombardos)
Astolfo (? — 756) foi o duque de Friul em 744, rei dos lombardos em 749, e duque de Espoleto em 751. Ele era filho do duque Pemão de Friul (r. 706–739).
Após Raquis, seu irmão, tornar-se rei dos lombardos, Astolfo sucedeu-lhe no ducado do Friul e, quando este abdicou, sucedeu-lhe como rei. Raquis abdicou e, juntamente com a família, foi para um mosteiro. Astolfo continuou a política de expansão e de ataques contra o papado e os exarcado bizantino de Ravena. Em 751, ele, embora ameaçado por Roma, capturou Ravena e cobrou pesados impostos pela capitulação. Ele também, no mesmo ano, conquistou e tomou dos bizantinos a região da Ístria.
Os papas, completamente irritados, assustados e sem esperança de ajuda do imperador bizantino, virou-se para os prefeitos carolíngios do palácio da Austrásia, os governantes eficazes do reino franco. Em 741, o papa Gregório III, solicitou a intervenção de Carlos Martel, mas ele estava muito ocupado em outro lugar e não pode ocupar-se inteiramente do assunto. Em 753, o papa Estevão II visitou o filho de Carlos Martel, Pepino, o Breve, que havia sido proclamado rei dos francos em 751 com o consentimento e apoio do papa Zacarias. Em sinal de gratidão pela autorização papal à sua coroação, Pepino cruzou os Alpes, derrotou Astolfo, e deu ao papa as terras que Astolfo tinha apropriado do Ducado de Roma e do exarcado (Emília-Romanha e Pentápole).
Astolfo morreu em 756 e foi sucedido por Desidério como o rei dos lombardos e Alboíno como duque de Espoleto (r. 757–759). Ele fez de seu cunhado Anselmo duque do Friul (r. 749–751). Anselmo era abade de Nonantula e Astolfo se havia casado com sua irmã Gisaltruda, quando tornou-se rei em 749.